# إد ألين
إد ألين (بالإنجليزية: Ed Allen)‏‏ (20 أكتوبر 1948 في نيو هيفن، كونيتيكت - ) روائي، وأستاذ جامعي، وكاتب من الولايات المتحدة.